# Salutatorian
Salutatorian es un título académico que se entrega al graduado con la segunda mejor nota en Estados Unidos, Filipinas y Canadá.
Este honor tradicionalmente es otorgado con base en el promedio de calificación escolar y el número de créditos cursados, pero también se tienen en cuenta otros factores tales como las actividades cocurriculares y extracurriculares. El título proviene del papel tradicional del salutatorian como el primer orador en una ceremonia de graduación, dando el saludo (mientras que el valedictorian, que normalmente es el alumno con mejor nota, realiza el valedictio o despedida). En la educación secundaria, un salutatorian puede hablar sobre la clase que se gradúa de curso o para dar una invocación o bendición. En ocasiones, el salutatorian puede realizar una introducción al discurso del valedictorian. Generalmente, los temas del discurso de despedida salutatorian y del valedictorian suelen ser versar sobre desarrollo de los alumnos, las perspectivas del futuro y el agradecimiento.

## Latin Salutatorian
En las universidades de Princeton y Harvard, un orador, por lo general uno de los profesores de Historia clásica, es elegido por su capacidad de escribir y pronunciar un discurso a la audiencia en ese idioma. En Princeton, este orador es conocido como el "Latin salutatorian"; en Harvard la "oración latina", aunque no se denomina "salutatory" como tal, se pronuncia como el primero de los tres discursos estudiantiles, y cumple la función tradicional del saludo. Estas tradiciones tienen su origen en los primeros años de las universidades, en los que se esperaba que todos los graduados hubiesen alcanzado el dominio de los idiomas latín y griego.

## Notables salutatorians de los Estados Unidos
- Richard Nixon, Presidente de los Estados Unidos.
- Norris Cole, jugador de baloncesto de los Miami Heat.
- John Legend, cantante y compositor.
- Michelle Obama, primera dama de los Estados Unidos (Whitney Young High School, Illinois, Clase de 1981)
- Bettie Page, (Hume-Fogg High School, Tennessee)
- Erich Segal, escritor y guionista (Harvard College, Massachusetts, Clase de 1958)
- Connie Francis, singer-musician-actress-author, Belleville High School, class (1955). https://es.wikipedia.org/wiki/Connie_Francis
- Carrie Underwood, singer-songwriter (Checotah High School, Oklahoma, Clase de 2001)
- John Wayne, actor (Glendale High School (Glendale, California))
- James Garfield, Presidente de los Estados Unidos. (William's College, Ohio)
- Jesse L. Brown, primer aviador naval afroamericano en la Armada de los Estados Unidos (1944).
- Mary Frances Thompson "Te Ata"

Actriz de cine y teatro
Instituto de Tishomingo, Oklahoma (1914)